# Dwalin
En el universo fantástico de Tolkien, Dwalin era un enano de la compañía de Thorin , en la historia contada en El hobbit. 
Dwalin era hijo de Fundin, hermano de Balin y primo de Óin y de Glóin. Nacido en 2772 Tercera Edad en Erebor, en donde murió en el año 92 C. E.. 
Participó en la Misión de la Montaña Solitaria, que restableció el reino enano bajo la montaña, en Erebor, donde permaneció hasta el fin de sus días. 
Para Dwalin aquella fue la segunda misión de ese tipo, porque un siglo antes había sido compañero del rey Thráin II, el rey enano exiliado, en el desastroso viaje a Moria que terminó con la captura y, más tarde, la muerte, del rey.
Forma parte del grupo de enanos que desde 2802 viven y trabajan el hierro en las minas de la vertiente sureste de las Ered Luin. En 2841, Thrain, padre de Thorin, trata de realizar una primera expedición a Erebor. Dwalin y su hermano Balin se unen a él, y sufren muchas dificultades en Rhovanion. Una noche de 2845, unos espías de Sauron que estaban siguiéndoles raptan a Thrain en secreto, y se lo llevan a Dol Guldur. Dwalin, tras buscar un tiempo al desaparecido, no tiene más remedio que volver a su morada en las Montañas Azules.
Ya en Erebor, sobrevive a la Batalla de los Cinco Ejércitos y se hace inmensamente rico tras el reparto del tesoro de Smaug. Más tarde, en 2989, no sigue a su hermano Balin en su intento de reconquistar Moria. Antes de la Guerra del Anillo, en 3018, se sabe que Dwalin sigue vivo.

Era un enano de barba azul, recogida en un cinturón dorado, y ojos muy brillantes bajo el capuchón verde oscuro.
— Tolkien, 1982, capítulo 1.

Murió con 340 años de edad, siendo uno de los enanos más longevos del linaje de Durin I el Inmortal, y el más longevo del que se tienen registros.[cita requerida]

## Representación en adaptaciones
En la adaptación cinematográfica de El hobbit: un viaje inesperado de Peter Jackson, Dwalin es interpretado por Graham McTavish. Dwalin es representado como un enano desconfiado y malhumorado, pero también muy tenaz y leal. Luce varios tatuajes en la cabeza y lleva normalmente un guante con nudilleras.